# Carmelita Polainas
Carmelita Polainas (también conocida como Carmelita Spats en inglés) es un personaje ficticio en la serie de novelas infantiles de Daniel Handler, Una Serie de Catastróficas Desdichas. 
A menudo juzga y se comporta con la gente como si valiera menos que ella poniendo sobrenombres (de los cuales existen muchos) como "Cakesniffers" (traducción oficial "Zampabollos").
La primera aparición de Carmelita Polainas fue en el quinto libro de la serie, Una academia muy austera; Lemony Snicket la describe como una persona desagradable, grosera, horrible, sucia, terrible y violenta. Snicket dice que se debe estar lo más lejos posible de ella, y Duncan Quagmire dice que cuanto menos tiempo estés con ella, más feliz serás. En Una academia muy austera Carmelita Polainas es la niña abusona de la Academia preparatoria Prufrock, lugar donde viven Sunny, Klaus y Violet Baudelaire. La intolerante, prejuiciosa Carmelita los intimida por ser huérfanos, los llama " Zampabollos" (y una vez los llamó "Zampaensaladas"), encontrándolo desagradable la mayoría del tiempo.
En La pendiente resbaladiza ella reaparece como un miembro de los Exploradores de Nieve, del cual Quigley Quagmire también es un miembro. Al final del libro, los exploradores de nieve son capturados por el Conde Olaf, a excepción de Quigley y de Carmelita (quien al final se une a Olaf). Resulta ser que existe una fortuna Polainas así como la fortuna de los Baudelaire o la fortuna Quagmire (lo cual puede explicar por qué Carmelita tiende actuar como una "niña malcriada")
En La cueva oscura (The Grim Grotto) se ve que Esmé Miseria mira a Carmelita "como la hija que nunca tuvo" (ambas son presuntuosas y codiciosas), y por lo que la adopta como su hija, por consiguiente la malcría aun más. Olaf, por el otro lado, es menos cariñoso con ella, pero aun así es persuadido para llamar a su submarino "El Carmelita." (Carmelita dijo que "El Olaf" es un nombre muy "Zampabollos" para un submarino; en inglés "cakesniffing name".) Durante este libro, ella viste como "una veterinaria princesa de hadas bailarina de claqué".
En El penúltimo peligro, la actitud malcriada de Carmelita empeora bajo el cuidado de Esmé Miseria. Durante el curso del libro ella se encuentra vestida como una "Pirata soldado super héroe vaquera jugadora de fútbol". No se sabe si Carmelita Polainas logró escapar del incendio en el Hotel Denouement, pero la narración asegura que aunque lograra sobrevivir, jamás volvería a encontrarse con los niños Baudelaire.
- Datos: Q3660213